# Église Saint-Pierre de Précigné
Pour les articles homonymes, voir Église Saint-Pierre.
L'église Saint-Pierre est une église catholique située à Précigné, dans le département de la Sarthe.

## Historique
La nef et clocher sont construits au XIIe siècle. Le chœur et sa voûte d'ogives ornée de sculptures peintes sont édifiés au siècle suivant, tandis que la chapelle sud date du XVIe siècle. L'église subit un fort remaniement au XIXe siècle puisque la nef et le transept sont reconstruits. Un incendie frappe l'église en 1900, ce qui entraîne une nouvelle reconstruction de la nef, du transept, de la sacristie et de la partie supérieure du clocher.
Le chœur de l'édifice est inscrit au titre des monuments historiques depuis le 9 décembre 1926.